# Villanueva de Viver
Pour les articles homonymes, voir Viver (homonymie).
Villanueva de Viver, en castillan et officiellement (Vilanova de la Reina en valencien), est une commune d'Espagne de la province de Castellón dans la Communauté valencienne. Elle est située dans la comarque de l'Alto Mijares et dans la zone à prédominance linguistique castillane.

## Géographie

Localisation de Villanueva de Viver
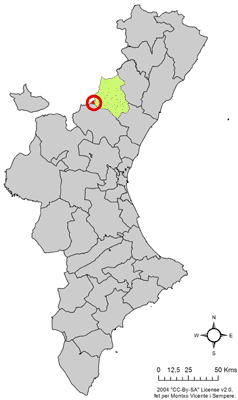
dans la Communauté valencienne.
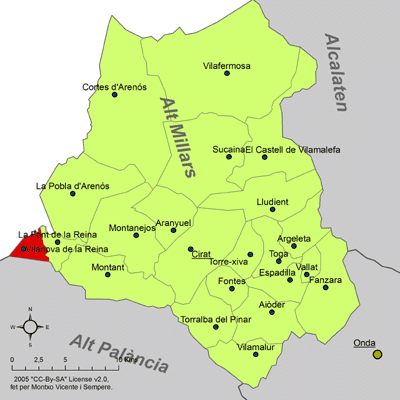
dans la comarque de l'Alto Mijares.